# Saint-Vital
Saint-Vital település Franciaországban, Savoie megyében. Lakosainak száma 761 fő (2022. január 1.). Saint-Vital Cléry, Frontenex, Montailleur és Sainte-Hélène-sur-Isère községekkel határos.

## Népesség
A település népessége az elmúlt években az alábbi módon változott:
| Lakosok száma | 660  | 679  | 701  | 694  | 705  | 709  | 726  | 744  | 761  |
|               | 2013 | 2015 | 2016 | 2017 | 2018 | 2019 | 2020 | 2021 | 2022 |